# Kertasari (Weru)
Kertasari is een bestuurslaag in het regentschap Cirebon van de provincie West-Java, Indonesië. Kertasari telt 6046 inwoners (volkstelling 2010).